# This Is Not a Love Song (песня)
«This Is Not a Love Song» (в переводе с англ. — «Это не песня о любви») — пятый сингл группы Public Image Ltd. Был выпущен Virgin Records в форматах в формате 7-дюймовой и 12-дюймовой грампластинок со скоростью вращения 45 оборотов в минуту. Сингл занял 5-е место в британском хит-параде. Крупнейший международный хит группы.

## О сингле
- Эта версия песни немного отличается от песни с альбома Commercial Zone с большим количеством клавишных партий, чем гитарных. Это и повлияло на уход из группы Кита Левена.
- Однако версия с альбома Commercial Zone представлена на 12-дюймовом формате, с пометкой (remix). Песня «Blue Water» осталась без изменений.
- Virgin Records возлагали большие надежды на песню «Public Image», чем на «This Is Not a Love Song», поэтому решили поместить её на сингл в надежде увеличить продажи, но впоследствии это выглядело нелепо, так как именно песня «This Is Not a Love Song» стала самым известным хитом PiL во всем мире.
- Песня записывалась в студии Парк Саут, в Нью-Йорке.
- Промовидео снял Ларри Уайт.

## Список композиций
7" формат
1. «This is Not a Love Song»
2. «Public Image»

12" формат
1. «This is Not a Love Song»
2. «Blue Water»
3. «This is Not a Love Song» (Remix)
4. «Public Image»

## Участники записи
- Джон Лайдон — вокал
- Кит Левен — гитара, бас
- Мартин Аткинс — барабаны